# Abraham Olano
Abraham Olano Manzano, född 22 januari 1970 i Anoeta, Baskien, är en spansk före detta tävlingscyklist.
Abraham Olano lyckades bli världsmästare två gånger. 1995 vann han VM på landsväg i Duitama, Colombia, och 1998 vann han VM i individuellt tempolopp i Valkenburg, Holland, före landsmannen Melchior Mauri och ukrainaren Sergej Gontjar.
Olano var en allsidig cyklist med tempoåkning som specialitet. Detta ledde till fina framgångar i de tre Grand Tour. Som bäst vann han Vuelta a España 1998 efter en etappseger. Sammanlagt vann Olano 5 etapper i Vuelta a España. I Giro d'Italia kom Olano tvåa 2001 och trea 1996 medan han som bäst i Tour de France kom fyra 1997 då han också vann en etapp.
Olano vann också prestigefyllda lopp som Tirreno-Adriatico 2000, Critérium International 2000 och Romandiet runt 1996.

## Stall
- CHCS 1992
- Lotus-Festina 1992
- CLAS-Cajastur 1993
- Mapei 1994–1997
- Banesto 1997–1998
- ONCE 1999–2001